# Youssef Msakni
Youssef Msakni (ur. 28 października 1990 w Tunisie) – tunezyjski piłkarz grający na pozycji pomocnika w belgijskim klubie KAS Eupen na wypożyczeniu z Al-Duhail SC.

## Kariera klubowa
Msakni pochodzi z Tunisu i tam też rozpoczął karierę piłkarską w klubie Stade Tunisien. W 2007 roku zadebiutował w jego barwach w rozgrywkach pierwszej ligi tunezyjskiej. Po roku gry w Stade Tunisien odszedł do lokalnego rywala, Espérance Tunis. W 2009 roku wywalczył z nim mistrzostwo Tunezji, wygrał Arabską Ligę Mistrzów oraz Puchar Zdobywców Pucharów Afryki Północnej.
W 2013 roku Msakni przeszedł do klubu Lekhwiya SC.

## Kariera reprezentacyjna
W reprezentacji Tunezji Msakni zadebiutował 9 stycznia 2010 roku w przegranym 1:2 towarzyskim meczu z Gambią. W 2010 roku w Pucharze Narodów Afryki 2010 zagrał we 2 meczach: z Zambią (1:1) i z Gabonem (0:0).